# Josef Hoffmann (Sänger)
Josef Hoffmann, auch Joseph Hoffmann, (* vor 1765; † nach 1777) war ein Sänger (Bass).
Er ist ab 1765 als „Bass zum Choral“ in der Kurfürstlich Bayerischen Hofkapelle in München nachgewiesen. Sein Jahresgehalt lag bei 152 Gulden. 1777 wurde er mit einem Jahresgehalt von 190 Gulden pensioniert. Die Bezeichnung „zum Choral“ verweist darauf, dass Hoffmann bei festlichen Gottesdiensten auftrat, wohl als Solist.